# Eugenio Coter
Eugenio Coter (Gazzaniga, Bérgamo, 11 de julio de 1957) es un sacerdote y obispo italiano, misionero en Bolivia que se desempeña como obispo vicario apostólico de Pando y presidente de Cáritas Boliviana.

## Biografía

### Sacerdote
Fue ordenado sacerdote el 20 de junio de 1981 para la diócesis de Bérgamo (Italia), donde ocupó cargos como vicario parroquial en Grassobbio y Gandino.
Después de asistir al curso en el Centro Unitario Misionero (CUM) en Verona en 1991, fue enviado sacerdote fidei donum en Bolivia: primero como vicario parroquial en Sacaba y Villa Tunari, y luego como párroco en Condebamba de Cochabamba (de 1996 a 2000).
A nivel diocesano tenía los siguientes ministerios en la Arquidiócesis de Cochabamba: miembro y presidente de la Fundación "San Lucas", representante legal de la ONG "CELIM" de la diócesis de Bérgamo en Bolivia, miembro del Consejo Pastoral Diocesano.
Desde el año 2000 fue Delegado Episcopal para la Pastoral Social-Caritas de Cochabamba. Desde el 2012 fue director espiritual del Seminario Mayor Arquidiocesano "San Luis" de Cochabamba. 
También es presidente de la Asociación Bolivia Donadores de Sangre (ABDS).

## Episcopado

### Obispo vicario de Pando
El 2 de febrero de 2013 fue elegido obispo titular de Tibiuca y vicario apostólico de Pando.
El 24 de abril de 2013 fue consagrado obispo el la catedral de Riberalta, por la imposición de las manos de Luis Morgan Casey, su antecesor, y del cardenal Julio Terrazas Sandoval, arzobispo de Santa Cruz de la Sierra, y Tito Solari Capellari, arzobispo de Cochabamba.
Desde noviembre de 2015 es presidente de la Pastoral Social Cáritas Boliviana.

## Sucesión
| Predecesor: Andrew Yeom Soo-jung | Obispo tit. de Tibiuca 2013- ...      | Sucesor: en el cargo |
| Predecesor: Luis Morgan Casey    | Vicario apostólico de Pando 2013- ... | Sucesor: en el cargo |